# Gitta Escher

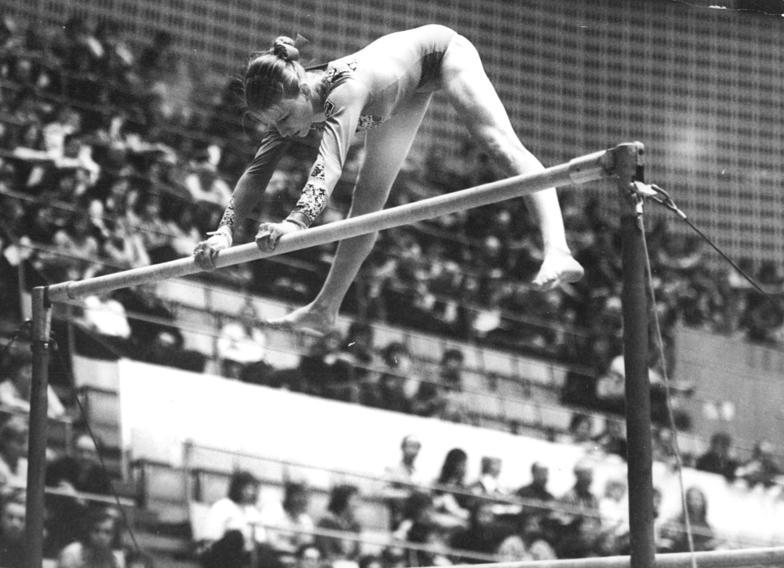
Gitta Escher am Stufenbarren bei der DDR-Meisterschaft 1976

Gitta Escher (* 18. März 1957 in Nordhausen, nach Heirat Gitta Sommer) ist eine ehemalige DDR-Gerätturnerin. Ihr Heimatverein war der SC Chemie Halle.
Gitta Escher gewann bei der Spartakiade 1970 den Mehrkampf sowie am Boden und am Schwebebalken. 1974 belegte sie bei der DDR-Meisterschaft den dritten Platz am Boden. 1975 belegte sie bei der DDR-Meisterschaft im Mehrkampf den zweiten Platz hinter Richarda Schmeißer und gewann den Pferdsprung und am Boden. 1976 siegte Gitta Escher im Mehrkampf, am Boden und am Schwebebalken und belegte im Pferdsprung den zweiten Platz hinter Carola Dombeck. In Montreal bei den Olympischen Spielen 1976 belegte sie den sechsten Platz im Achtkampf und den dritten Platz mit der Mannschaft. An drei Geräten gelang ihr der Einzug ins Gerätefinale; sie belegte den fünften Platz im Pferdsprung und jeweils den sechsten Platz am Boden und am Schwebebalken.
Nach ihrer Karriere wurde die ausgebildete Sportlehrerin Turntrainerin und Choreographin beim SC Chemie Halle.